# Brett Ashley Leeds
Brett Ashley Leeds ist eine US-amerikanische Politikwissenschaftlerin und Professorin an der Rice University. Ihr Fachgebiet sind die Internationalen Beziehungen. 2017/18 amtierte sie als Präsidentin der International Studies Association (ISA) und 2019 als Präsidentin der Peace Science Society (International). 2008 wurde sie mit dem Karl Deutsch Award der ISA ausgezeichnet.
Zu ihren Hauptforschungsinteressen gehören internationale Konflikte und Kooperationen, internationale Institutionen und der Einfluss der Innenpolitik auf internationale Beziehungen.
Leeds machte den Bachelor-Abschluss in Politikwissenschaft 1991 an der University of North Carolina at Chapel Hill und wurde 1998 an der Emory University zur Ph.D. promoviert. Ihre erste Assistenzprofessur leistete sie von 1997 bis 2001 an der Florida State University ab. Dann wechselte sie als Assistenzprofessorin an die Rice University. Bevor sie dort begann und schließlich 2013 ordentliche Professorin wurde, hatte sie zwischenzeitlich 2005/2006 eine Forschungsstelle an der Hoover Institution.